# Saint-Cloud
Saint-Cloud er en kommune og by i Frankrig beliggende sydvest for Paris i departementet Hauts-de-Seine i regionen Île-de-France i de vestlige forstæder til Paris. Saint-Cloud ligger 9,6 km fra Paris' centrum.